# Saint-Ambroix (Cher)
Saint-Ambroix település Franciaországban, Cher megyében. Lakosainak száma 375 fő (2022. január 1.). Saint-Ambroix Civray, Mareuil-sur-Arnon, Primelles, Saugy, Chouday, Issoudun és Ségry községekkel határos.

## Népesség
A település népessége az elmúlt években az alábbi módon változott:
| Lakosok száma | 496  | 406  | 386  | 392  | 398  | 374  | 364  | 371  | 374  | 375  |
|               | 1968 | 1982 | 1990 | 2006 | 2013 | 2015 | 2017 | 2019 | 2020 | 2022 |